# Iveco - Oto Melara VBM Freccia
Le VBM Freccia - Véhicule Blindé Moyen - est un véhicule blindé de transport de troupes  italien tout-terrain à huit roues, conçu et fabriqué en Italie par le consortium IVECO - OTO Melara SpA sur la base du blindé italien Centauro B1 disposant en plus d'une tourelle OTO Melara Hitfist Plus qui équipe également le véhicule de combat Dardo (VCI). Il dispose de performances nettement supérieures à celles de ses concurrents directs, 8 fantassins et leur matériel peuvent prendre place à bord du véhicule qui est équipé de tous les moyens de communication.

## Historique
Le développement de la première série d'engins de transport de troupes dérivée du blindé Centauro B1 débuta en 1998, à la suite de la demande de l'armée italienne de pouvoir disposer d'un engin blindé capable de transporter une équipe de fantassins sur les champs de bataille en remplacement des anciens M113 d'origine américaine, en service à l'époque. Le premier prototype fut présenté en 2002 et la production réelle démarra en 2008.  
Le premier lot de 54 engins a été livré à l'armée italienne en 2009, sur un total de 351  exemplaires commandés à livrer avant 2014.

## Caractéristiques
Le consortium composé par OTO Melara est chargé de la fabrication de la caisse et de la tourelle, tandis que IVECO, via sa filiale Fiat Powertrain Technologies s'occupe de la partie motorisation de l'engin. Le VBM est conçu pour amener les fantassins au plus près du combat.
Le VBM est un véhicule à 8 roues, modulaire, dont la protection peut être adaptée à la menace. 
Plus mobiles et confortables dans les déplacements à grandes distances que les engins chenillés, les véhicules à roues sont moins coûteux à l'acquisition, consomment moins de carburant, et se révèlent plus faciles à entretenir et à dépanner. L'adoption d'une propulsion à huit roues motrices a considérablement accru leur mobilité en tout-terrain et a augmenté leur polyvalence. Par ailleurs, ils peuvent recevoir les mêmes protections et armement qu'un engin chenillé. De plus, leur garde au sol élevée et la forme de la caisse les rendent plus résistants au souffle des mines.
L'habitacle est prévu pour accueillir largement 11 soldats de grande taille équipés. L'engin comprend un conducteur, un commandant de bord plus un tireur et 8 fantassins avec tout l'équipement collectif du groupe de combat.
Le VBM est conçu pour être aérotransportable par un C-130, un Fiat G 222 ou un Alenia C-27J Spartan.

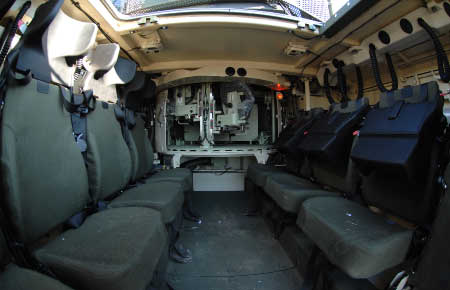
L'intérieur du Freccia

## Commandes et livraisons
L'armée italienne a notifié au consortium IVECO-OTO Melara une commande de 249 VBM Freccia. Après la livraison en 2009 des 54 premiers exemplaires, 295 autres verront leur livraison échelonnée jusqu'en 2014. 
En décembre 2009, l'armée brésilienne a passé une commande à Iveco Defence Vehicles portant sur 2 044 véhicules VBTP-MR, engin amphibie à 6 roues, dérivé du Freccia, à livrer entre 2012 et 2030.

## Versions
Le VBM Freccia comprend 6 variantes différentes dont :
- IVF - Veicolo da combattimento della fanteria - Véhicule de Combat d'Infanterie : groupe de combat de huit hommes (+ 3 hommes d'équipage), tourelle OTO-Melara équipée d'un canon de calibre 25 mm et d'une mitrailleuse de 7,62 mm.

- VCC - Veicolo di Combattimento contro Carro - Véhicule de Combat contre Chars : tourelle identique mais en plus 2 missiles antichars Rafael Spike LR avec optique panoramique Galileo Janus,

- VPC - Veicolo Posto di Commando - Véhicule Poste de Commandement : deux stations SIR, sept utilisateurs (+ équipage), tourelle d'autodéfense avec une mitrailleuse de calibre 12,7 mm.

## Déploiements
Le VBM Freccia a été déployé la première fois en Afghanistan, où l'armée italienne en compte 18 dans sa dotation locale.

### Blindage

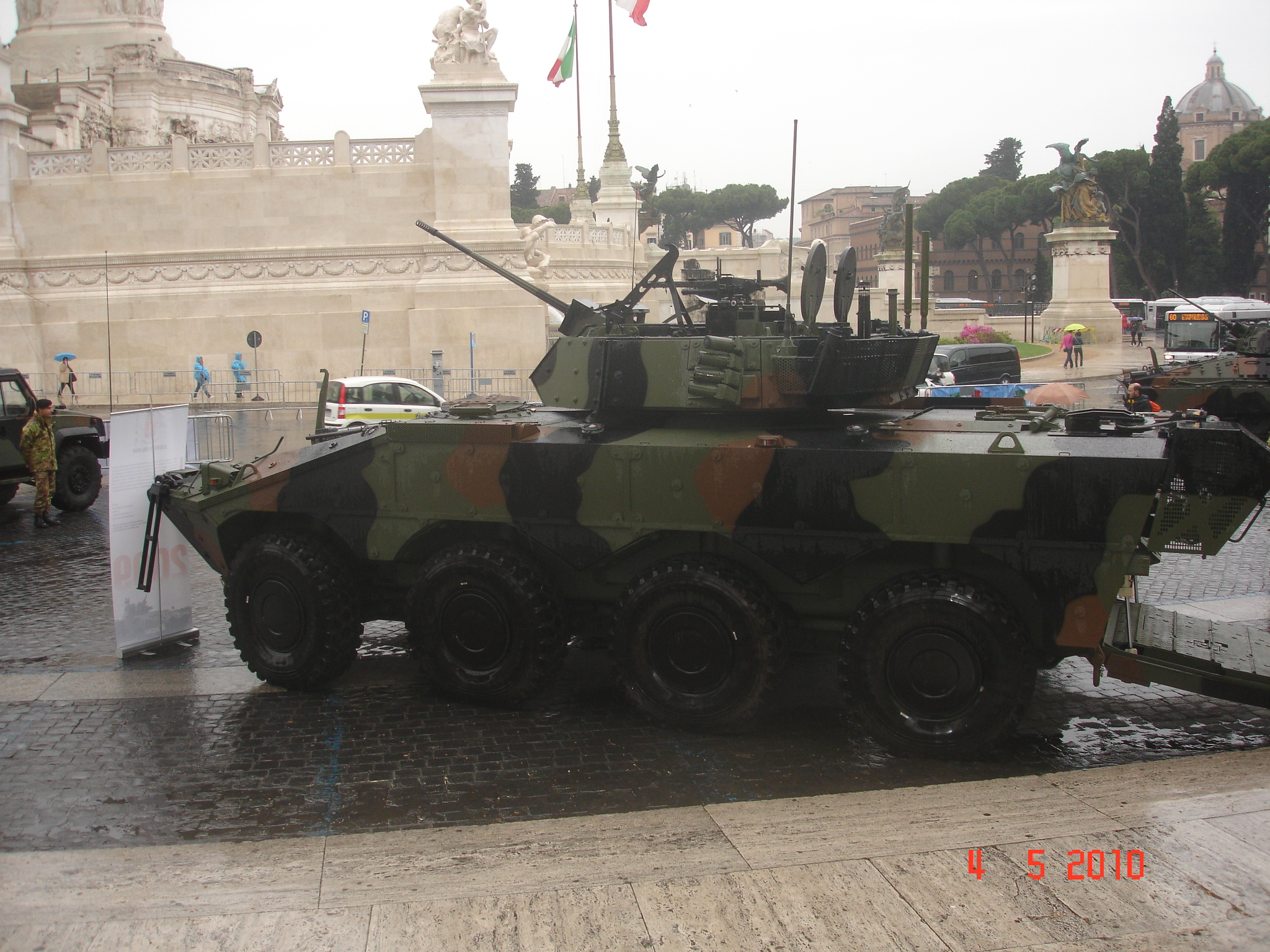
Vue latérale d'un Freccia à Rome

Le blindage du Freccia lui permet de résister à des projectiles de calibre 30 mm et à des missiles antichars de 6 kg. Il dispose également d'une protection sur le plancher du véhicule pour résister aux mines antichars de 8 kg (STANAG 4569 3). Il comprend également la protection NBC, un système automatique d'extinction d'incendie et 8 tubes lance-fumigènes.

## Autres véhicules militaires
- Italie dérivé du Centauro B1

### Véhicules similaires
- Turquie FNSS Pars
- France VBCI
- Russie BTR-90
- Suisse Mowag Piranha
- Allemagne Boxer (Heer)
- Finlande Patria AMV
- Autriche Pandur II
- Ukraine BTR-3